# Juan Francisco Aragone
Juan Francisco Aragone (Carmelo, Departamento de Colonia, 24 de mayo de 1883-Buenos Aires, Argentina, 7 de mayo de 1953) sacerdote católico uruguayo, fue el segundo Arzobispo de Montevideo.

## Biografía
En 1919 fue designado Arzobispo de Montevideo ocupando el cargo que había quedado vacante por más de diez años luego de la muerte de Mariano Soler en 1908.
En 1922, y mientras oficiaba la misa en la catedral, fue objeto de un atentado por parte de Herrera Carbajal. A pesar de que la herida era de gravedad, pudo salvarse debido a que había un médico presente en la iglesia.
Se mantuvo en el cargo hasta su renuncia en el año 1940, y fue sucedido por Antonio María Barbieri, el cual se convertiría en el primer cardenal uruguayo.